# Преко реке и у шуму
Преко реке и у шуму (енгл. Across the River and into the Trees) је роман америчког аутора Ернеста Хемингвеја. Први тираж је објављен 7. септембра 1950. године у издању издавачке куће Charles Scribner's Sons са 75.000 примерака. Наслов романа је преформулисане последње речи америчког конфедеративног генерала Стоунвола Џексона "Пређимо преко реке и одморимо се у сенци дрвећа".
Роман је писан крајем 1940-их у Италији, Француској и на Куби. Иако је провео седам недеља на листи бестселера америчко листа The New York Times за 1950. годину, роман је доживео негативан пријем код публике и у новинама, али је касније добијао позитиван пријем код публике и у новинама.

## Рефренце
1. ↑  Oliver 1999, стр. 3.
2. ↑  Confederate general Thomas J. “Stonewall” Jackson dies, сајт www.history.com
3. ↑  John Bear, The #1 New York Times Best Seller: intriguing facts about the 484 books that have been #1 New York Times bestsellers since the first list, 50 years ago, Berkeley: Ten Speed Press, 1992, стр. 47
4. ↑  Meyers 1985, стр. 470.